# Moreno (Buenos Aires)
Moreno ist die Hauptstadt des gleichnamigen Partido Moreno in der Provinz Buenos Aires in Argentinien.

## Geographie
Moreno liegt auf einer Höhe von etwa 14 m ü. NN und befindet sich im westlichen Bereich des Ballungsraumes Gran Buenos Aires, etwa 30 km von Buenos Aires.  Sie grenzt an Paso del Rey im Osten, Trujui und Cuartel V im Norden, Francisco Álvarez im Westen und an Merlo und den Río Reconquista im Süden.
Die Stadt befindet sich in der Klimazone der Subtropen im Bereich eines Ostseitenklimas. Der durchschnittliche Niederschlag in der Gegend liegt bei 1000 mm pro Jahr. Die durchschnittliche Temperatur im Sommer beträgt über 22 °C, und im Winter unter 10 °C. Der gemäßigte Wind weht meistens von Süden aus und ist in den Monaten Oktober und November besonders stark. Im Januar verstärken sich die Windstöße aus Osten und Nordosten, im Juli aus Westen und Südwesten.
Moreno gehört zur Ökoregion Pampa. Die Böden in der Gegend werden großteils zu landwirtschaftlichen Zwecken genutzt, für die keine großen Bodentiefen erforderlich sind, wie zum Beispiel für den Anbau von Getreide, Ölsaaten und Futterpflanzen. Aufgrund der Abwesenheit von Phosphat ist teilweise auch Bodendüngung erforderlich.

## Geschichte

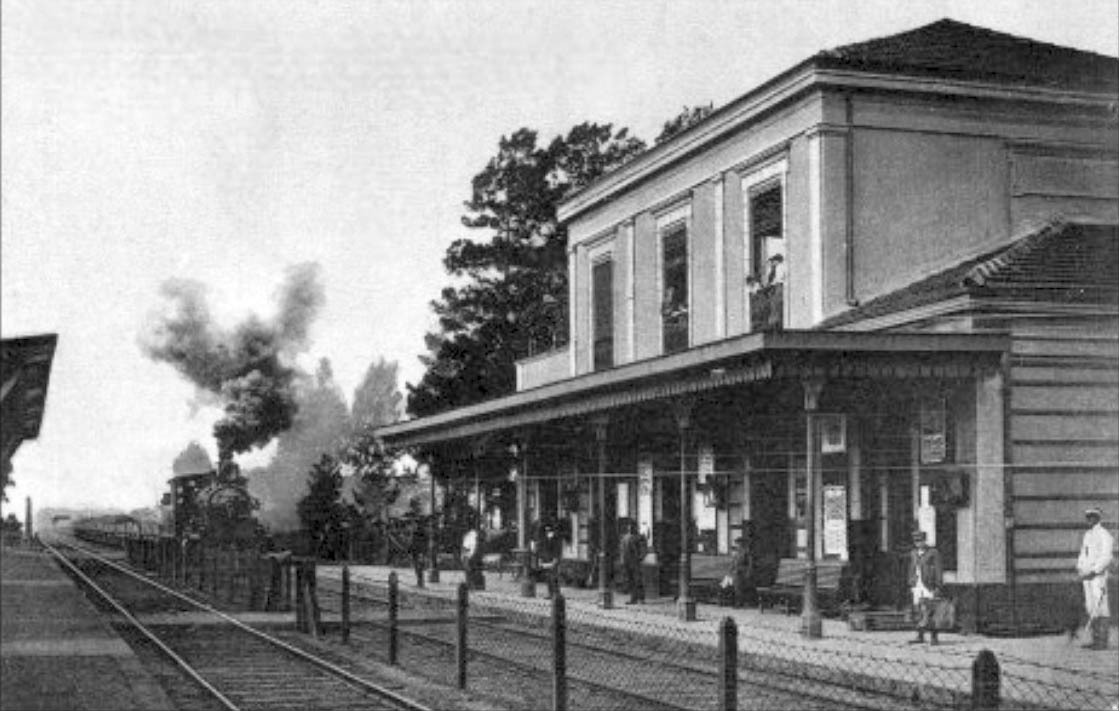
Die Estación Moreno im Jahre 1874

Die Gegend um Moreno war zur Zeit der spanischen Eroberung Amerikas von den Querandí bevölkert. 1527 kam der italienische Entdecker Sebastiano Caboto als erster Europäer in die Region. Die Querandí wurden durch mehrere Militärkampagnen von den Conquistadores dezimiert.
1860 eröffnete der Bahnhof Estación Mariano Moreno der Buenos Aires Western Railway auf damals zu Luján gehörendem Gebiet. Der Bahnhof wurde nach dem argentinischen Patriot Mariano Moreno benannt. Almancio Alcorta, der Besitzer der Farm Paso del Rey, hatte die Ländereien, auf denen die Station errichtet wurde, gestiftet und konnte die angrenzenden Landstücke, auf denen ein neuer Ort entstand, gewinnbringend veräußern. 1865 wurde eine neu errichtete Pfarrkirche geweiht, und in demselben Jahr wurden in der Provinz Buenos Aires acht neue Partidos eingerichtet, einer davon Moreno, der aus Gebieten von Luján und Pilar gebildet wurde. Es schloss auch die Siedlung Cuartel IV ein. 1878 wurde aus dem Partido Moreno General Rodríguez herausgelöst, 1889 General Sarmiento (heute San Miguel, Malvinas Argentinas und José C. Paz).
Seit 1997 ist Moreno Sitz des römisch-katholischen Bistums Merlo-Moreno.
2009 wurde die Staatliche Universität Moreno (UNM) auf dem Gelände des ehemaligen Mercedes-de-la-Sala-y-Riglos-Instituts gegründet.

## Kultur und Sehenswürdigkeiten

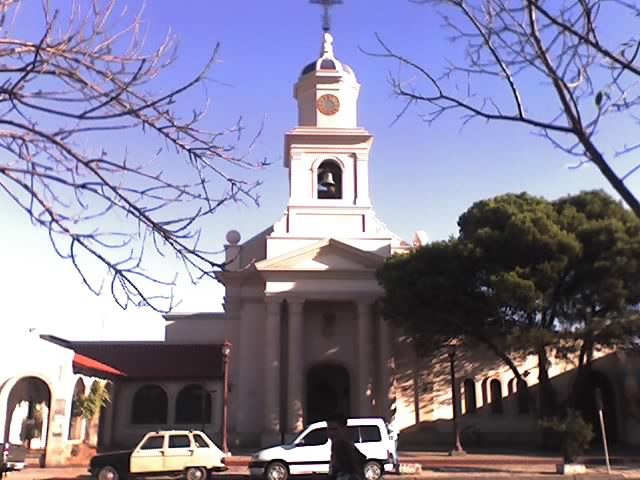
Dom von Moreno

Im Stadtzentrum ist das Mariano-Moreno-Denkmal zu sehen. Es wurde zum Gedenken an den argentinischen Teilnehmer der ersten Junta erbaut, nach dem die Stadt benannt wurde. Es wurde vom italienischen Skulpteur Pietro Costa erbaut. Das im Jahre 1877 eingeweihte Denkmal gilt als das erste, das zum Gedenken an Moreno erbaut wurde.
Gegenüber dem Mariano-Moreno-Platz befindet sich der stattliche Dom, der am 5. November 1865 eingeweiht wurde. Er wurde vom französischen Architekten Victor Davout erbaut. Der Dom brannte im Jahr 1950 ab, weshalb seine Struktur und Architektur mehrfach modifiziert wurde. Er hatte früher einen Altar aus Kiefernholz auf einem Podest aus Johannisbrotholz. Während des Brandes gingen mehrere Bilder, Ornamente und die Holzstücke verloren. Der Architekt Eduardo Galeazzi, der die letzten Veränderungen ausführte, fügte die Arkadengalerie hinzu, wobei er die ursprünglichen Linien verändert hat.
Neben dem 1912 eingeweihten Rathaus, das von Adolfo Forcella im Stil von damals erbaut wurde, funktioniert das städtische Theater Leopoldo Marechal. Darüber hinaus verfügt die Stadt über ein Museum der schönen Künste, das Museo de Bellas Artes Manuel Belgrano.
Im Stadtviertel Alcorta befindet sich das Amancio-Alcorta-Museum, das 1969 zum historischen Denkmal der Provinz Buenos Aires erklärt wurde. Es wurde nach dem Politiker Amancio Alcorta benannt, der das Gelände, auf dem sich das Museum befindet, besaß. Es beinhaltet eine Objektsammlung über die Geschichte des Partidos Morenos.
Das Florencio-Molina-Campos-Museum, das zur gleichnamigen Stiftung gehört besteht seit 1979. Der argentinische Maler Florencio Molina Campos lebte von 1932 bis in die 1950er-Jahre im Partido. Das Museumsgebäude wurde im typischen kolonialen Stil der Cascos der Estancias in der Provinz Buenos Aires der ersten Hälfte des 20. Jahrhunderts gebaut. Hier werden Werke und Gegenstände ausgestellt, die dem Maler gehörig waren.

## Bevölkerung
Vor der Ankunft der Spanier war die Gegend von den Querandí besiedelt. Im frühen 20. Jahrhundert kamen Migranten aus Europa (vor allem Spanier, Italiener und Franzosen), die dann mehr als die Hälfte der Bevölkerung ausmachten.
Nach denen durch das INDEC im Jahre 2010 erhobenen Daten lag die Einwohnerzahl von Moreno bei 169.506.

## Persönlichkeiten
- Martín Ariel Vitali (* 1975), Fußballspieler
- Luis Ezequiel Ibáñez (* 1988), Fußballspieler
- Diego Perotti (* 1988), Fußballspieler
- Maximiliano Romero (1999), Fußballspieler
- Cristian Medina (* 2002), Fußballspieler

## Wirtschaft und Infrastruktur
Moreno ist die größte Stadt und das Zentrum der Verwaltung, der Wirtschaft und des Handels des gleichnamigen Partidos.

### Verkehr
Moreno gilt als ein Verkehrsknotenpunkt im westlichen Bereich des Ballungsraumes Buenos Aires, da sie an ein Netz von Fernstraßen angebunden ist und durch die Línea Sarmiento unter anderem mit den Nachbarstädten Merlo, Morón und die Landeshauptstadt Buenos Aires verbunden ist.
Durch die Stadt führen die Nationalstraßen Acceso Oeste, die Ruta Nacional 7, sowie die Provinzstraße 23, die sie mit der Kleinstadt Trujuy und mit San Miguel verbindet, und die Provinzialstraße 25, die die Stadt mit Pilar verbindet.
Die Nationalstraße Acceso Oeste gilt als die westliche Einfahrt in die Stadt Buenos Aires. Sie verbindet Moreno mit den Nachbarstädten Paso-del-Rey, Merlo, Ituzaingó, Morón und Buenos Aires. 
Morenos Bahnhof der Línea Sarmiento ist die Endstation der Linie Moreno–Once, die den westlichen Bereich des Ballungsraumes Buenos Aires mit der Hauptstadt verbindet. Er ist auch die erste Station der Diesel-Linie zwischen Moreno und Luján.
Den Öffentlichen Personennahverkehr bedient neben den Taxis die Buslinie La Perlita (Linie 501), die das Monopol über den ganzen Partido besitzt.

### Gesundheitswesen
1912 wurde das örtliche staatliche Krankenhaus, das Hospital Mariano y Luciano de la Vega, eröffnet. Es gehört zur Zone VII des Gesundheitssystems der Provinz Buenos Aires und es ist Sitz des Operationszentrums des städtischen Netzwerkes für medizinische Notfallversorgung. Das Netzwerk bietet Dienstleistungen für verschiedene soziale, kulturelle und sportliche Veranstaltungen sowie für Notfälle. Parallel zum staatlichen Krankenhaus funktionieren in der Stadt die Privatkliniken Clínica Alcorta und Clínica Mariano Moreno.